# Füle
Füle là một thị trấn thuộc hạt Fejér, Hungary. Thị trấn này có diện tích 30,32 km², dân số năm 2010 là 857 người, mật độ 28 người/km².